# Флаг Свердловской области
Флаг Свердло́вской области является официальным символом Свердловской области Российской Федерации.
Флаг утверждён 12 апреля 2005 года и внесён в Государственный геральдический регистр Российской Федерации с присвоением регистрационного номера 1851.
Впервые упоминание о флаге Свердловской области появилось 5 декабря 1994 года в 14 статье первого устава области.

## История создания
Свердловской Областной Думой 25 ноября 1994 года был принят Устав Свердловской области, где в статье 14 «Символы Свердловской области» было указано: «Свердловская область может иметь флаг и герб. Символы Свердловской области, их описание и порядок официального использования устанавливаются областными законами». После этого Областная Дума своими решениями образовала Конкурсную комиссию по созданию герба и флага (Постановления N82 от 18 ноября 1994 года и N131 от 20 января 1995 года). 12 февраля 1996 комиссия провела в областном Доме мира и дружбы выставку проектов герба и флага области. На основании конкурса были приняты проекты герба и флага, представленные членом Союза художников Российской Федерации Вячеславом Викторовичем Старцевым. После одобрения Государственной герольдии при Президенте Российской Федерации они были утверждены.
В 1997 году Областной Думой Законодательного Собрания Свердловской области был принят закон о флаге и гербе Свердловской области, статья 5 которого гласила:

Флаг Свердловской области представляет собой прямоугольное полотнище с четырьмя полосами во всю длину флага: сверху — белой, посередине — голубой (лазурной), снизу — зелёной, отделённой от голубой белой узкой полосой. Соотношение полос по общей ширине флага устанавливается как — 7/20, 9/20, 1/20, 3/20. Отношение ширины флага к его длине — 2 : 3. В центре флага расположен полный герб Свердловской области на расстоянии 3/20 от верхнего края флага. Высота полного герба 1/2 ширины флага. Возможно воспроизведение и использование флага без изображения герба.

## Описание
Современный флаг области отличается от принятого первоначально.
В 2005 году, по рекомендации Геральдического совета, было решено отказаться от варианта флага с гербом, также голубая (лазурная) полоса была заменена синей:

Флаг Свердловской области представляет собой прямоугольное полотнище с соотношением высоты к длине 2:3, состоящее из четырёх горизонтальных полос, сверху вниз — белого (шириной в 7/20 от высоты полотнища), синего (шириной в 9/20 от высоты полотнища), белого (шириной в 1/20 от высоты полотнища) и зелёного (шириной в 3/20 от высоты полотнища) цветов.

### Значение цветов флага
- Белый — чистота.
- Синий — искренность, честь.
- Зелёный — свобода, богатство уральской природы.

Также белый и синий — это цвета флага России, и это подчёркивает, что Свердловская область её часть.